# Ríjkovo (Vladímir)
|  | Per a altres significats, vegeu «Ríjkovo». |

Ríjkovo (en rus: Рыжково) és un poble de l'óblast de Vladímir, a Rússia, segons el cens del 2010 tenia 24 habitants. Pertany al districte municipal de Sóbinka.